# 奚應龍
奚應龍（1817年—1859年），陝西同州府朝邑縣（今陝西省大荔縣朝邑鄉）人，清朝軍事將領，武進士及第。
道光十四年（1834年），武舉中舉；道光十五年（1835年），聯捷武進士一甲第二名（榜眼），授二等侍衛、任大門侍衛。道光二十三年，任閩浙督標左營參將。署福建福州城守營副將。道光二十九年，任廣西慶遠協副將；咸豐二年，任廣西鎮安協副將，署廣西右江鎮總兵官。咸豐三年，任湖南永州鎮總兵官。咸豐六年，任廣西右江鎮總兵官、次年授廣西提督。